# Rumänische Eishockeyliga 1962/63
Die Saison 1962/63 war die 33. Spielzeit der rumänischen Eishockeyliga, der höchsten rumänischen Eishockeyspielklasse. Meister wurde zum insgesamt fünften Mal in der Vereinsgeschichte Voința Miercurea Ciuc.

## Hauptrunde

### Tabelle
|    | Klub                   |
| -- | ---------------------- |
| 1. | Voința Miercurea Ciuc  |
| 2. | Steaua Bukarest        |
| 3. | Știința Bukarest       |
| 4. | Steagul Roșu Brașov    |
| 5. | Știința Cluj           |
| 6. | Avântul Miercurea Ciuc |

Sp = Spiele, S = Siege, U = Unentschieden, N = Niederlagen